# Borgne (Haiti)
Borgne (Haitianisch-Kreolisch Obòy) ist eine Gemeinde im Département Nord von Haiti und Hauptort des gleichnamigen Arrondissement Borgne.

## Geschichte
Im ersten Viertel des achtzehnten Jahrhunderts gab es im Gebiet der heutigen Gemeinde nur etwa zwanzig Häuser, die von Schildkrötenjägern und Fischern bewohnt wurden. Seit dem Jahr 1753 gab es einen Pfarrer in Borgne und im Jahr 1754 wurde eine Pfarrei eingerichtet. Damit ging die Gründung der Gemeinde einher.
Borgne war bis 1768 ein ländlicher Bezirk von Port-de-Paix. Die Siedlung wurde dann der Gemeinde Limbé und später direkt der Verwaltung in Cap-Haïtien unterstellt.
Im Jahr 1793 war Borgne einer der letzten Orte, in dem noch Sklaverei betrieben wurde. Toussaint Louverture machte dem ein Ende, als er im Norden Haitis erfolgreich gegen die Briten und Spanier vorging.
Im Jahr 1869 kam es während der Präsidentschaft von Sylvain Salnave zu andauernden Auseinandersetzungen zwischen der Zentralregierung und im Aufstand befindlichen Landesteilen. Die einzige Seeschlacht in Haitis Geschichte war das Gefecht von Borgne, in dem zwei notdürftig in den Vereinigten Staaten hergerichtete Raddampfer der Aufständischen auf die Schiffe der Regierung trafen.
Während der Krise in Haiti seit 2018 errichteten bewaffnete Banden Straßensperren zwischen Ville de Borgne und Anse à Foleur im benachbarten Arrondissement Saint-Louis-du-Nord. Einheiten der Police National gelang es am 14. Februar 2024, die Blockade zu beseitigen.

## Lage und Beschreibung
Die Gemeinde Borgne erstreckt sich von der Küste des Atlantischen Ozeans rund 12 Kilometer in das Landesinnere hinein.
Neben dem Stadtzentrum Ville de Port Margot sowie dem Stadtteil Quartier du Petit Bourg de Borgne bestehen sieben ländliche Gemeindebezirke:
1. Margot mit Bado, Fond Ligras, Fond Moré, Habitation Georges, Jalousie, Margot, Martiniquet, Nan Dalle, Passe Zorange Sure, Précipice und Robin,
2. Boucan Michel mit Bernard, Calbachin, Diminy, Jolie, Maison Neuve, Moro, Nan Hatte, Pacot und Robillard,
3. Petit Bourg De Borgne mit Boucan Michel, Champanne, Fréto, Kabeille, La Rate und Petite Riviere,
4. Trou d’Enfer,
5. Champagne mit Chabotte, Chicanno und Lacoste,
6. Molas mit Bas sainte Anne, Chamoise, Cher Maitre, Combi, Ménage und Nan Joupa sowie
7. Côtes-De-Fer et Fond-Lagrange mit Barque Borgne, Barre Boeuf, Bricoque, Cacao, Ca Toute, Dereranc, Dupras, Grand Bois, Gros Sable, La Savatte, Macanda, Montegu, Nan Bélizaire, Nan Carrefour, Nan Dumas, Nan Jardin, Nan l’Etat, Nan Marot, Nan Pavillon, Robin und Zoizeau Laine.

Die Route Départementale RD-501 verbindet Borgne mit Port-de-Paix in westlicher Richtung (50 Kilometer). In östlicher Richtung führt die RD-104 nach Limbé (30 Kilometer), wo die Route Nationale RN-1 erreicht wird.
Borgne ist eine wenig entwickelte Gemeinde, in denen es an Strom- und Trinkwasserversorgung mangelt und der größte Teil der Bevölkerung unterhalb der absoluten Armutsgrenze von einem verfügbaren US-Dollar pro Tag lebt.